# Blepharita strigidisca
Blepharita strigidisca är en fjärilsart som beskrevs av George Francis Hampson 1908. Blepharita strigidisca ingår i släktet Blepharita och familjen nattflyn. Inga underarter finns listade i Catalogue of Life.